# ورشکندا
ورشکندا (به انگلیسی: Varshakonda) یک روستا در هند است که در تلانگانا واقع شده‌است.